# Klasa właściwości mechanicznych
Klasa własności mechanicznych określa wytrzymałość elementów złącznych (śrub, wkrętów). Oznaczenie to daje nam informację o nominalnej wartości wytrzymałości na rozciąganie (Rm) oraz nominalnej wartości granicy plastyczności (Re).
Oznaczenie to w postaci dwóch liczb oddzielonych przecinkiem bądź kropką znajdziemy na łbach większości śrub i wkrętów.

## Przykład 1
Klasa własności mechanicznych 8.8.
Odszyfrowanie:
Pierwsza liczba podaje wartość minimalnej wytrzymałości na rozciąganie w N/mm². Aby ją otrzymać musimy pomnożyć ją przez 100 N/mm².
Tak więc w tym przypadku to 8 * 100 N/mm² = 800 N/mm².
Druga liczba (po kropce) podaje współczynnik granicy plastyczności (bądź umownej granicy plastyczności). Aby wyliczyć granicę plastyczności należy wcześniej wyliczoną wytrzymałość na rozciąganie pomnożyć przez drugą liczbę tj. w powyższym przypadku 0.8 
Tak więc w tym przypadku to 800 N/mm² * (0,8) = 640 N/mm²

## Przykład 2
Klasa własności mechanicznych 5.6.
Rm = 500 N/mm²
Re = 300 N/mm²